# Une place dans mon cœur
Singles de Mireille Mathieu
Aujourd'hui je reviens
(2002)
Pistes de Mireille Mathieu
Tout au bout de l'amour
Une place dans mon cœur est une chanson interprétée par la chanteuse française Mireille Mathieu et publiée en 2005 en France chez EMI Music. Cette chanson fait office de single pour le 38e album français de la chanteuse.

## Crédits dusingle
La photo de la pochette est d'Huma Rosentalski.

## Reprises
Cette chanson connaîtra une version allemande enregistrée par la chanteuse en 2007 sous le titre In meinem Herzen.

## Principaux supports discographiques
Une place dans mon cœur se retrouve pour la première fois sur le 83e et dernier single français à ce jour de la chanteuse sorti en 2005 chez EMI Music. Elle se retrouvera également sur l'album éponyme paru la même année chez EMI Music mais aussi sur la compilation Une vie d'amour parue en 2014 chez Sony Music.